# Eparchie Lungro
De eparchie Lungro (Latijn: Eparchia Lungrensis; Italiaans: Eparchia di Lungro degli Italo-Albanesi; Albanees: Eparhia e Ungres) is een in Italië gelegen Italo-Albanees-katholieke eparchie met zetel in de stad Lungro. Het grondgebied omvat de stad Lungro, 25 gemeentes in de provincie Cosenza, twee gemeentes in Potenza, één gemeente in Pescara en één gemeente in Lecce. De eparchie staat als immediatum onder rechtstreeks gezag van de Heilige Stoel.

## Geschiedenis
In de Moderne Tijd staan de Italiaanse katholieken van de Byzantijnse ritus onder jurisdictie van de Latijnse Kerk. Paus Clemens XII stelde op 10 juni 1732 de eerste titulair bisschop als wijbisschop (zonder jurisdictie) aan, die onder andere priesters voor de Byzantijnse liturgie mocht wijden. Paus Benedictus XV richtte met de apostolische constitutie Catholici fideles op 13 februari 1919 de eparchie Lungro op uit gebiedsdelen van het aartsbisdom Rossano en de bisdommen Cassano all'Jonio en San Marco e Bisignano. Het was het eerste katholieke diocees van de Byzantijnse ritus op Italiaanse bodem.

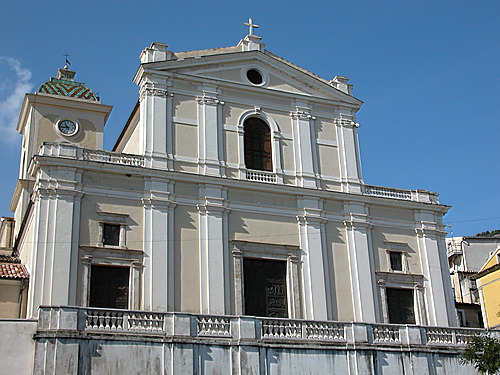
Kathedraal van Lungro
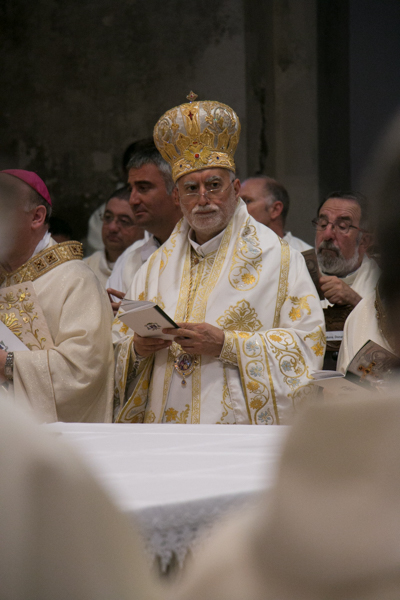
Eparch Donato Oliverio